# Masdevallia phoebe
Masdevallia phoebe är en orkidéart som beskrevs av Carlyle August Luer och Alexander Charles Hirtz. Masdevallia phoebe ingår i släktet Masdevallia och familjen orkidéer. Inga underarter finns listade i Catalogue of Life.